# Pontelangorino
Pontelangorino è una piccola località rurale situata in Provincia di Ferrara. È una frazione di Codigoro che conta circa 1 000 abitanti. In linea d'aria dista circa 3 km ad est dalla millenaria Abbazia di Pomposa.
L'economia della frazione è prevalentemente basata sull'agricoltura.

## Storia
La chiesa venne costruita nel 1952. Il centro, dislocato lungo un unico asse viario, crebbe negli anni sessanta con la costruzione della sede della delegazione comunale (1963) e la piazza.
Nel 1979 nasce il polo scolastico, distaccamento delle scuole medie "Giovanni Pascoli" di Codigoro e il polo si completa negli anni novanta con asilo ed elementari.
Negli anni settanta-ottanta si costituisce la Cooperativa Riso Estense alla quale aderirono oltre 400 soci. Già negli anni ottanta la cooperativa però entrò in crisi e venne assorbita dal Consorzio Padana Risi ma solo negli anni successivi grazie alla "Risi e Grani" la situazione si ristabilì. Negli ultimi anni, sono sorti alcuni insediamenti industriali, come lo stabilimento di Conserve Italia, atta alla lavorazione di prodotti ortofrutticoli, e la Falco, che produce pannelli truciolari.
Entrambi sorgono lungo la Strada statale 309 Romea appena dopo la frazione di Caprile.
L'11 gennaio 2017 fu teatro di un atroce delitto che vide due ragazzi minorenni uccidere i genitori di uno di loro; l'altro dichiarò di essere stato un killer a pagamento.

## Attività
Dagli anni '90 nel paese viene organizzata una Sagra della Zucca, prodotto tipico della zona.